# 拉麦
《聖經》中有两位名叫拉默客（基督新教翻譯為拉麥）（希伯來語：‎）的人。
本文介绍的是亞當和厄娃三兒子舍特的後裔，聖經中最長壽的老人瑪土撒拉的儿子，挪亞的父親。
拉默客（前3152年—前2375年），據《創世記》記載，拉默客活到一百八十二岁，生了一个儿子，给他起名叫挪亞，说：这个儿子必为我们的操作和手中的劳苦安慰我们，这操作劳苦是因为雅威的咒诅。拉默客生挪亞之后，又活了五百九十五年，并且生儿养女。拉默客共活了七百七十七岁就死了。大洪水大概在拉默客死后五年降临。